# Ocro
Ocro, jedno od starih peruanskih plemena iz vremena španjolske konkviste koji su živjeli u regiji Ocro (departman Ayacucho) na području Anda u susjedstvu plemena Lampa. Spominje ih naobrazovani augustinski redovnik Antonio de la Calancha (1638; svezak II., poglavlje 8).